# Campeonato Mundial de Gimnasia Rítmica de 2002
El XXV Campeonato Mundial de Gimnasia Rítmica se celebró en Nueva Orleans (Estados Unidos) entre el 12 y el 14 de julio de 2002 bajo la organización de la Federación Internacional de Gimnasia (FIG) y la Federación Estadounidense de Gimnasia. Fue un campeonato solo para competiciones en la modalidad de grupos.

## Resultados
| Evento                               | Oro               | Plata                     | Bronce               |
| ------------------------------------ | ----------------- | ------------------------- | -------------------- |
| Grupos concurso completo             | Rusia 49,050 pts. | Bielorrusia · 47,675 pts. | Grecia · 47,400 pts. |
| Grupo (5 con cinta)                  | Ucrania · 23,325  | Rusia 22,950              | Grecia · 22,650      |
| Grupos (3 con cuerda + 2 con pelota) | Grecia · 24,450   | Bulgaria 23,600           | Bielorrusia · 23,500 |

## Medallero
| Núm. | País        | Oro | Plata | Bronce | Total |
| ---- | ----------- | --- | ----- | ------ | ----- |
| 1    | Rusia       | 1   | 1     | 0      | 2     |
| 2    | Grecia      | 1   | 0     | 2      | 3     |
| 3    | Ucrania     | 1   | 0     | 0      | 1     |
| 4    | Bielorrusia | 0   | 1     | 1      | 2     |
| 5    | Bulgaria    | 0   | 1     | 0      | 1     |

- Datos: Q2315085